# Lim (kovina)
Lim (vjerojatno prema tal. lamina: metalna pločica) je metalni poluproizvod razmjerno male debljine u usporedbi s ostalim izmjerama, od kojega se mnogobrojnim postupcima obrade (savijanjem, rezanjem, izbijanjem, spajanjem, dubokim vučenjem, tiskanjem i drugo) proizvode najrazličitiji predmeti, od kovanog novca i konzerve do parnoga kotla i broda. Proizvodi se valjanjem duktilnih i deformabilnih metala (čelika, bakra, olova), a prodaje u pravokutnim pločama različitih izmjera ili u trakama namotanima na kolute. 

## Povijest
U staro doba lim se proizvodio iskivanjem grude sirova metala ručnim kladivima ili batovima pokretanim energijom vode. Od tako proizvedenih limenih predmeta osobito su se dobro do danas očuvali štitovi i oklopi, koji svjedoče o izvanrednoj proizvodnoj vještini starih majstora.
U današnje doba lim se proizvodi vrućim valjanjem metalnih blokova pravokutna presjeka (300 mm × 1500 mm), koji se provlače između čeličnih valjaka sa sve manjim razmakom. Prema debljini razlikuju se fini lim (do 1 mm), tanki (od 1 do 2,75 mm), srednji (3 do 4,75 mm) i debeli lim (5 do 60 mm). Vrlo debeli limovi nazivaju se i pločama, a vrlo tanki folijama (od 0,020 do 0,005 mm). Noviji je i ekonomičniji način proizvodnje tanjega lima izravno i kontinuirano lijevanje metala u trake pravokutna presjeka (20 mm × 900 mm), zatim vruće valjanje u lim debljine do 2,5 mm te hladno valjanje na manju debljinu.

## Vrste limova
Prema namjeni lim se označuje kao konstrukcijski, brodski, automobilski, kotlovski, transformatorski i drugo, po obliku može biti gladak, rebrast, kvrgav, valovit, a prema prethodnoj toplinskoj obradbi neobrađen, žaren, normaliziran, odnosno mek, tvrd, polutvrd; površina mu može biti crna, močena, svijetla, jetkana, polirana, brušena i slično. Crni lim čelični je lim kakav izlazi iz valjaonice; bijeli lim čelični je lim prevučen slojem kositra; pocinčani lim čelični je lim prevučen slojem cinka radi zaštite od korozije (vruće cinčanje), platirani lim višeslojni je proizvod koji se sastoji od baznoga materijala na koji su naneseni slojevi drugoga metala valjanjem pri povišenoj temperaturi (elektroplatiranje), a dekapirani lim lim je kemijski čišćen od hrđe.

## Savijanje limova
Savijanje limova je postupak obrade metala bez skidanja strugotine, kod kojeg se u poprečnom presjeku unutrašnji dio skraćuje i opterećen je na tlak, dok se vanjski dio produljuje i opterećen je na vlak. Savijanje limova se dijeli na: kružno savijanje, savijanje pod kutom (oštrokutno savijanje) i profilno savijanje.

## Bijeli lim
Bijeli lim je trgovački naziv za pokositreni čelični lim. Kositrenje ili prevlačenje kositrom može se provesti na više načina; najčešće se čelični lim umače u kupku rastaljena kositra i valja hladnim valjcima. Sloj kositra debljine je oko 0,01 mm. Bijeli lim služi za izradbu različitih posuda, naročito u prehrambenoj industriji (limenke), jer je otporan na organske kiseline, kojih u većoj ili manjoj količini uvijek ima u konzerviranoj hrani.